# Short Seaford
Шорт Сіфорд (англ. Short Seaford) — британський чотиримоторний летючий човен-моноплан середньої дальності, розроблений і виготовлений Short Brothers у 1940-х роках 1940-х років, як морський патрульний літак-бомбардувальник великої дальності для Берегового командування Королівських ВПС. Літак розроблявся на основі Short S.25 Sunderland і спочатку замовлявся як Sunderland Mark IV.

## Історія
У 1942 році Міністерство авіації випустило специфікацію R.8/42 для заміни «Сандерленда» як основного патрульного літака-бомбардувальника дальньої дії для служби в Тихому океані. Це вимагало потужніших двигунів, кращого озброєння та інших удосконалень.
Sunderland Mark IV використовував основні конструктивні елементи моделі Sunderland Mark III, з подовженим на 3 фути фюзеляжем попереду крила, розширеним і переробленим глисувальним днищем, крилом з товстішою обшивкою з дюралюмінію та двигунами Bristol Hercules. Подальші структурні зміни були внесені після початкових льотних випробувань. Заплановане озброєння складалося з двох фіксованих передніх кулеметів Браунінга калібру .303 дюйма (7,7 мм) у носовій частині, носової башточки Brockhouse Engineering зі здвоєними кулеметами калібру .50 дюймів (12,7 мм), здвоєної 20-мм гармати Hispano, встановленої у верхній турелі Bristol B.17, 12,7-мм спарені кулемети у хвостовій башті Glenn-Martin та ще один 12,7-мм кулемет у модульному положенні з обох боків фюзеляжу. Всі турелі мали електричний привод. Два прототипи та тридцять серійних літаків були замовлені як Sunderland Mark IV.
30 серпня 1944 року прототип вперше злетів з річки Медвей у Рочестері. Збільшення потужності двигуна спричинило проблеми з аеродинамічною стабільністю, і було розроблено новий кіль більшої висоти, а також нове хвостове оперення зі збільшеним розмахом і площею. Зміни були настільки значними, що новий літак отримав назву «Сіфорд» на честь міста. Було замовлено тридцять серійних літаків, але перший з них полетів у квітні 1945 року, значно пізніше після появи Sunderland Mark V, і занадто пізно, щоб побачити бойові дії в Європі. Прототипи оснащувалися двигунами Hercules XVII потужністю 1680 к.с. (1253 кВт), але серійні літаки використовували вже двигуни Hercules XIX потужністю 1720 к.с. (1283 кВт). Хвостові башти Glenn Martin так і не були встановлені. Вісім серійних «Сіфорд» були завершені; перший використовувався для випробувань у MAEE Felixstowe. Другий серійний «Сіфорд» вивчався Транспортним командуванням Королівських ПС, потім у грудні 1945 року він був позичений без озброєння BOAC під назвою G-AGWU, а у лютому 1946 року повернувся MAEE. У 1948 році ці шість літаків були модифіковані як цивільні авіалайнери в Белфасті, а потім здані в оренду BOAC під позначенням Solent 3.

## Однотипні літаки за епохою, призначенням та конфігурацією
| - Short S.26 - Short Sarafand - Short Sunderland - Blohm & Voss BV 238 - Dornier Do 24 - Dornier Do R | - CANT Z.501 Gabbiano - CANT Z.509 - Savoia-Marchetti S.66 - МК-1 (літак) - Sikorsky S-42 - Boeing 314 Clipper - Martin M-130 | - Potez-CAMS 141 - Latécoère 521 - Latécoère 611 - Lioré et Olivier LeO H-246 - Aichi H9A - Kawanishi H6K |